# Lohnsburg am Kobernausserwald
Lohnsburg am Kobernausserwald (Lohnsburg am Kobernaußerwald) är en ort och köpingskommun i Österrike. Den ligger i distriktet Ried im Innkreis i förbundslandet Oberösterreich, 220 kilometer väster om huvudstaden Wien. 
Kommunen består av 20 orter (Ortschaften) (inom parentes invånarantal 1 januari 2024):

- Bergham (6)
- Felling (33)
- Fossing (69)
- Gunzing (161)
- Helmerding (37)
- Hochkuchl (55)
- Kemating (98)
- Kobernaußen (111)
- Kramling (65)
- Lauterbach (20)
- Lohnsburg (713)
- Magetsham (201)
- Mitterberg (92)
- Neulendt (5)
- Reintal (15)
- Schauberg (25)
- Schlag (100)
- Schmidham (77)
- Schönberg (109)
- Stelzen (217)